# Pierre-Luc Létourneau-Leblond
Pour les articles homonymes, voir Létourneau et Leblond.
Pierre-Luc Létourneau-Leblond (né le 4 juin 1985 à Lévis, Québec au Canada) est un joueur professionnel canadien de hockey sur glace. Il évolue au poste d'ailier.

## Carrière de joueur
Avant de devenir professionnel, il a joué deux saisons avec le Drakkar de Baie-Comeau dans la Ligue de hockey junior majeur du Québec. En 2004, les Devils du New Jersey font de Leblond un choix de 7e tour lors du repêchage d'entrée de la Ligue nationale de hockey. 
Il se joint alors aux River Rats d'Albany en 2005-2006, mais joue aussi avec le Frostbite de l'Adirondack lors de cette saison. La saison suivante, il passe toute la saison à Trenton, alors qu'il évolue pour les Devils de Trenton de l'ECHL. En 2007-2008, Létourneau-Leblond passe la majeure partie de sa saison avec les Devils de Lowell de la LAH mais joue aussi 6 parties à Trenton. 
L'année suivante, il commence la saison à Lowell et le 22 octobre 2008, il joue son premier match avec les Devils du New Jersey dans la LNH. Il récolte aussi son premier point en carrière lors de cette rencontre. Lors de la saison 2008-2009, Létourneau-Leblond joue 8 rencontres avec le New Jersey. En 2009-2010, il passe la majeure partie de la saison avec les Devils du New Jersey, où il récolte 2 passes en 27 rencontres. En 2010-2011, il commence la saison au New Jersey mais après deux rencontres, il est rétrogradé à la ligue américaine avec les Devils d'Albany. 
Le 14 juillet 2011, il est échangé aux Flames de Calgary en retour d'un choix de 5e tour. Il joue quelques matchs avec les Flames avant de se retrouver dans la ligue américaine avec le Heat d'Abbotsford. À la fin de la campagne 2011-12, Letourneau-Leblond se retrouve sans contrat. Il signe un contrat à deux volets avec les Ducks d'Anaheim et est envoyé à leur club-école, les Admirals de Norfolk.

## Statistiques
| Saison     | Équipe                            | Ligue      |    | Saison régulière | Saison régulière | Saison régulière | Saison régulière | Saison régulière |   | Séries éliminatoires | Séries éliminatoires | Séries éliminatoires | Séries éliminatoires | Séries éliminatoires |
| Saison     | Équipe                            | Ligue      | PJ | B                | A                | Pts              | Pun              | PJ               | B | A                    | Pts                  | Pun                  |                      |                      |
| 2003-2004  | Drakkar de Baie-Comeau            | LHJMQ      | 62 | 2                | 3                | 5                | 198              | 4                | 0 | 0                    | 0                    | 6                    |                      |                      |
| 2004-2005  | Drakkar de Baie-Comeau            | LHJMQ      | 67 | 1                | 6                | 7                | 229              | 6                | 0 | 1                    | 1                    | 10                   |                      |                      |
| 2005-2006  | Frostbite de l'Adirondack         | UHL        | 31 | 3                | 6                | 9                | 165              | 6                | 0 | 1                    | 1                    | 29                   |                      |                      |
| 2005-2006  | River Rats d'Albany               | LAH        | 27 | 1                | 1                | 2                | 130              | -                | - | -                    | -                    | -                    |                      |                      |
| 2006-2007  | Titans de Trenton                 | ECHL       | 52 | 4                | 9                | 13               | 183              | 4                | 0 | 0                    | 0                    | 15                   |                      |                      |
| 2007-2008  | Devils de Lowell                  | LAH        | 36 | 3                | 3                | 6                | 98               | -                | - | -                    | -                    | -                    |                      |                      |
| 2007-2008  | Devils de Trenton                 | ECHL       | 6  | 0                | 1                | 1                | 46               | -                | - | -                    | -                    | -                    |                      |                      |
| 2008-2009  | Devils de Lowell                  | LAH        | 60 | 5                | 5                | 10               | 216              | -                | - | -                    | -                    | -                    |                      |                      |
| 2008-2009  | Devils du New Jersey              | LNH        | 8  | 0                | 1                | 1                | 22               | -                | - | -                    | -                    | -                    |                      |                      |
| 2009-2010  | Devils du New Jersey              | LNH        | 27 | 0                | 2                | 2                | 48               | 5                | 0 | 0                    | 0                    | 10                   |                      |                      |
| 2009-2010  | Devils de Lowell                  | LAH        | 5  | 0                | 2                | 2                | 18               | -                | - | -                    | -                    | -                    |                      |                      |
| 2010-2011  | Devils du New Jersey              | LNH        | 2  | 0                | 0                | 0                | 21               | -                | - | -                    | -                    | -                    |                      |                      |
| 2010-2011  | Devils d'Albany                   | LAH        | 64 | 8                | 5                | 13               | 334              | -                | - | -                    | -                    | -                    |                      |                      |
| 2011-2012  | Flames de Calgary                 | LNH        | 3  | 0                | 0                | 0                | 10               | -                | - | -                    | -                    | -                    |                      |                      |
| 2011-2012  | Heat d'Abbotsford                 | LAH        | 50 | 1                | 5                | 6                | 167              | 5                | 0 | 0                    | 0                    | 18                   |                      |                      |
| 2012-2013  | Admirals de Norfolk               | LAH        | 33 | 3                | 5                | 8                | 98               | -                | - | -                    | -                    | -                    |                      |                      |
| 2013-2014  | Penguins de Wilkes-Barre/Scranton | LAH        | 66 | 2                | 4                | 6                | 259              | 2                | 0 | 0                    | 0                    | 12                   |                      |                      |
| 2013-2014  | Penguins de Pittsburgh            | LNH        | 1  | 0                | 0                | 0                | 0                | -                | - | -                    | -                    | -                    |                      |                      |
| 2014-2015  | Penguins de Wilkes-Barre/Scranton | LAH        | 55 | 2                | 4                | 6                | 241              | 4                | 0 | 0                    | 0                    | 7                    |                      |                      |
| 2015-2016  | Devils d'Albany                   | LAH        | 52 | 1                | 5                | 6                | 131              | 3                | 0 | 0                    | 0                    | 8                    |                      |                      |
| 2016-2017  | Crunch de Syracuse                | LAH        | 37 | 1                | 4                | 5                | 121              | -                | - | -                    | -                    | -                    |                      |                      |
| 2016-2017  | Marlies de Toronto                | LAH        | 1  | 0                | 0                | 0                | 7                | -                | - | -                    | -                    | -                    |                      |                      |
| 2017-2018  | Thunder de l'Adirondack           | ECHL       | 1  | 0                | 0                | 0                | 0                | -                | - | -                    | -                    | -                    |                      |                      |
| 2019-2020  | Pétroliers du Nord                | LNAH       | 23 | 2                | 7                | 9                | 116              | -                | - | -                    | -                    | -                    |                      |                      |
| Totaux LNH | Totaux LNH                        | Totaux LNH |    | 41               | 0                | 3                | 3                | 101              |   | 5                    | 0                    | 0                    | 0                    | 10                   |